# Andrzej Wąsowski

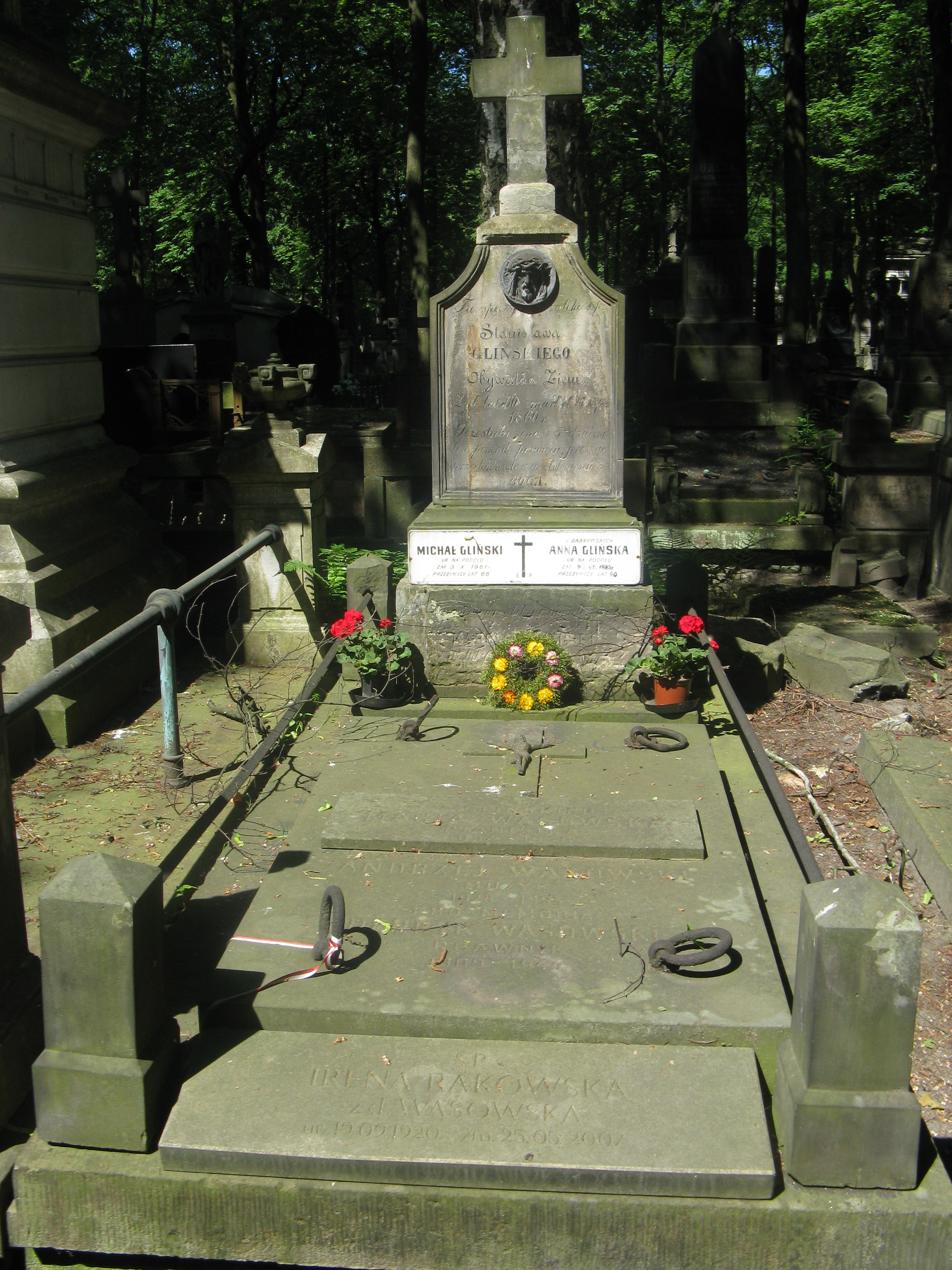
Grób Andrzeja Wąsowskiego na cmentarzu Powązkowskim w Warszawie

Andrzej Wąsowski (ur. 24 stycznia 1919 w Warszawie, zm. 26 maja 1993 w Waszyngtonie) – amerykański pianista i pedagog polskiego pochodzenia.

## Życiorys
Urodził się w szlacheckiej rodzinie herbu Nałęcz. Rodzina ojca, Wacława (1882–1959), posiadała dobra na Podolu oraz cukrownie i kopalnie na Śląsku. Jego matka, Maria Wąsowska z domu Glińska (1887–1946), była profesorem pianistyki w Konserwatorium Warszawskim. Miał braci: Henryka (1909–1944) i Bogdana (1913–1979) oraz siostry: Irenę Rakowską (1920–2007) i Marię Fulińską (1921–2004). Rozpoczął naukę gry na fortepianie w wieku 4 lat. Uczył się w I Państwowym Gimnazjum i Liceum im. Stefana Batorego w Warszawie. W roku 1931 zaczął studia w Konserwatorium Warszawskim u Margerity Trombini-Kazuro i ukończył je w roku 1939 z nagrodą za interpretację.
Po przyłączeniu Lwowa do Związku Radzieckiego w 1939 roku występował w wielu radzieckich salach koncertowych. Podczas pobytu w Moskwie był uczniem Konstantina Igumnowa.
Podczas niemieckiej okupacji Lwowa występował z koncertami na cele dobroczynne. Po odmowie występów w Niemczech został wcielony do batalionu roboczego, skąd uciekł do Austrii.
Po zakończeniu II wojny światowej otrzymał status bezpaństwowca. Zaczął koncertować w wielu krajach Europy zachodniej. Był uczniem Artura Benedettiego Michelangela. W 1950 roku zdobył V nagrodę w Międzynarodowym Konkursie Pianistycznym im. Ferruccio Busoniego w Bolzano. W roku 1951 zdobył III nagrodę w Międzynarodowym Konkursie im. Marguerite Long i Jacques’a Thibaud w Paryżu, a w roku 1952 zdobył III nagrodę w Viotti International Music Competition w Vercelli oraz II nagrodę w Międzynarodowym Konkursie Pianistycznym im. Ferruccio Busoniego w Bolzano. W 1956 roku uzyskał obywatelstwo wenezuelskie i poślubił Marię Ksawerę hr. Grocholską h. Syrokomla (ur. 1924). Został ojcem syna Ksawerego (ur. 1961) i córki Yolanty Arabelli Marii (ur. 1962).
8 października 1965 miał amerykański debiut w Carnegie Hall w Nowym Jorku. Zamieszkał w Stanach Zjednoczonych i w roku 1968 rozpoczął prace pedagogiczną na Uniwersytecie Orala Robertsa w Tulsa. Rodzina dołączyła z Francji w 1969 roku. W 1982 roku osiedlił się w Waszyngtonie. Udzielał prywatnych lekcji gry na fortepianie, a jego występy koncertowe były coraz rzadsze.
Nagrał w 1980 wszystkie mazurki Chopina, a roku 1989 wszystkie nokturny, które zostały wydane pierwotnie przez Finnadar Records, a ponownie przez Concord Records.
Zmarł na raka 26 maja 1993 w George Washington University Medical Center w Waszyngtonie. Upamiętniony grobem symbolicznym na cmentarzu Powązkowskim w Warszawie (kwatera 74-6-29).